# The Golden Age of Grotesque
The Golden Age of Grotesque är Marilyn Mansons femte studioalbum, utgivet i maj 2003.  Låtskrivaren och basisten Twiggy Ramirez lämnade bandet efter den föregående skivan Holy Wood och ersattes av den svenske basisten Tim Sköld, som med Golden Age of Grotesque gjorde sitt första album med gruppen.

## Låtlista
All sångtext är skriven av Marilyn Manson. 
| Nr           | Titel                                | Längd |
| ------------ | ------------------------------------ | ----- |
| 1.           | Thaeter                              | 1:14  |
| 2.           | This Is the New Shit                 | 4:20  |
| 3.           | Mobscene (stiliserat som "mOBSCENE") | 3:25  |
| 4.           | Doll-Dagga Buzz-Buzz Ziggety-Zag     | 4:11  |
| 5.           | Use Your Fist and Not Your Mouth     | 3:34  |
| 6.           | The Golden Age of Grotesque          | 4:05  |
| 7.           | Saint (stiliserat som "(s)AINT")     | 3:42  |
| 8.           | Ka-Boom Ka-Boom                      | 4:02  |
| 9.           | Slutgarden                           | 4:06  |
| 10.          | ♠ ("Spade" på iTunes och Spotify)    | 4:34  |
| 11.          | Para-noir                            | 6:01  |
| 12.          | The Bright Young Things              | 4:19  |
| 13.          | Better of Two Evils                  | 3:48  |
| 14.          | Vodevil                              | 4:39  |
| 15.          | Obsequey (The Death of Art)          | 1:34  |
| Total längd: | Total längd:                         | 57:32 |

| 16. | Tainted Love (Gloria Jones-cover; från Not Another Teen Movie) | 3:24 |
| 17. | Baboon Rape Party (Bonusspår Storbritannien/Japan)             | 2:41 |
| 18. | Paranoiac (Bonusspår Japan)                                    | 3:57 |

## Medverkande

### Bandmedlemmar
- Ginger Fish – trummor
- Madonna Wayne Gacy – synthesizer, keyboards
- Tim Sköld – basgitarr, gitarr, keyboards
- John 5 – gitarr, piano
- Marilyn Manson – sång

### Övriga
- Chuck Bailey – ljudtekniker
- Tom Baker – mastering
- Jon Blaine – hår
- Blumpy – digitalbearbetning
- Jeff Burns – assistent
- Ross Garfield – trumtekniker
- Ben Grosse – Producent, ljudtekniker och digitalbearbetning
- Mark Williams – A&R